# MG5
Az MG5 egy akkumuklátoros elektromos, kombi autótípus. Az MG harmadik elektromos autója az európai piacon, az MG ZS EV és az MG4 mellett.

## Műszaki adatok[1]

### Közlekedés
Az autóban 5 ülés található, amelyek közül 2 Isofix-gyerekülésekhez is alkalmas. Alapból 479 literes a csomagtér, amely akár 1367 literesre is bővíthető a hátsó ülések lehajtásával. Az autó tetősínekkel rendelkezik, amelyek maximális terhelhetősége 75 kg. Az autó vonóhoroggal is fel van szerelve, amely maximum 500 kg-os utánfutót képes vontatni. Az utánfutó orrsúlyának mértéke maximum 50 kg lehet.

### Akkumulátor
Az autó egy bruttó 50,3 kWh, nettó 46 kWh kapacitású akkumulátorból nyeri az energiát. A WLTP szerinti hatótávja 320 km.

### Töltés
CCS csatlakozású gyorstöltő használatakor akár 87 kW-os töltési sebesség is elérhető, mellyel az MG5 akár 34 perc alatt feltölthető 10%-ról 80%-ra, ami 320 km/órás gyorstöltési sebességnek felel meg.

### Teljesítmény
Az MG5 elektromos hajtáslánca 130 kW teljesítményre képes, nyomatéka 280 Nm. Az autó 8,5 másodperc alatt tud 0-ról 100 km/órás sebességre felgyorsulni. Az elérhető maximális sebesség 185 km/óra.

## Képtár

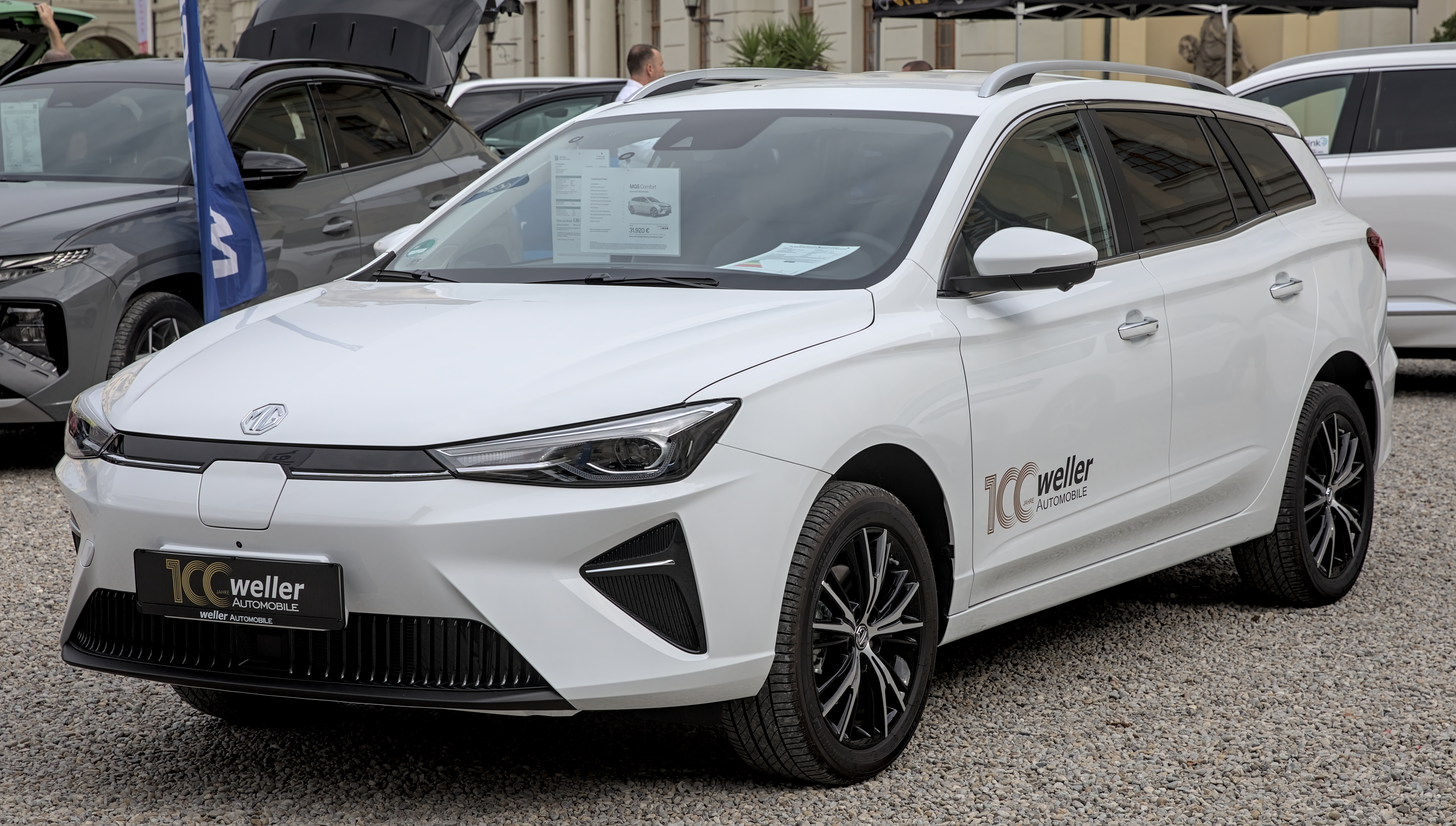
Elölnézetből
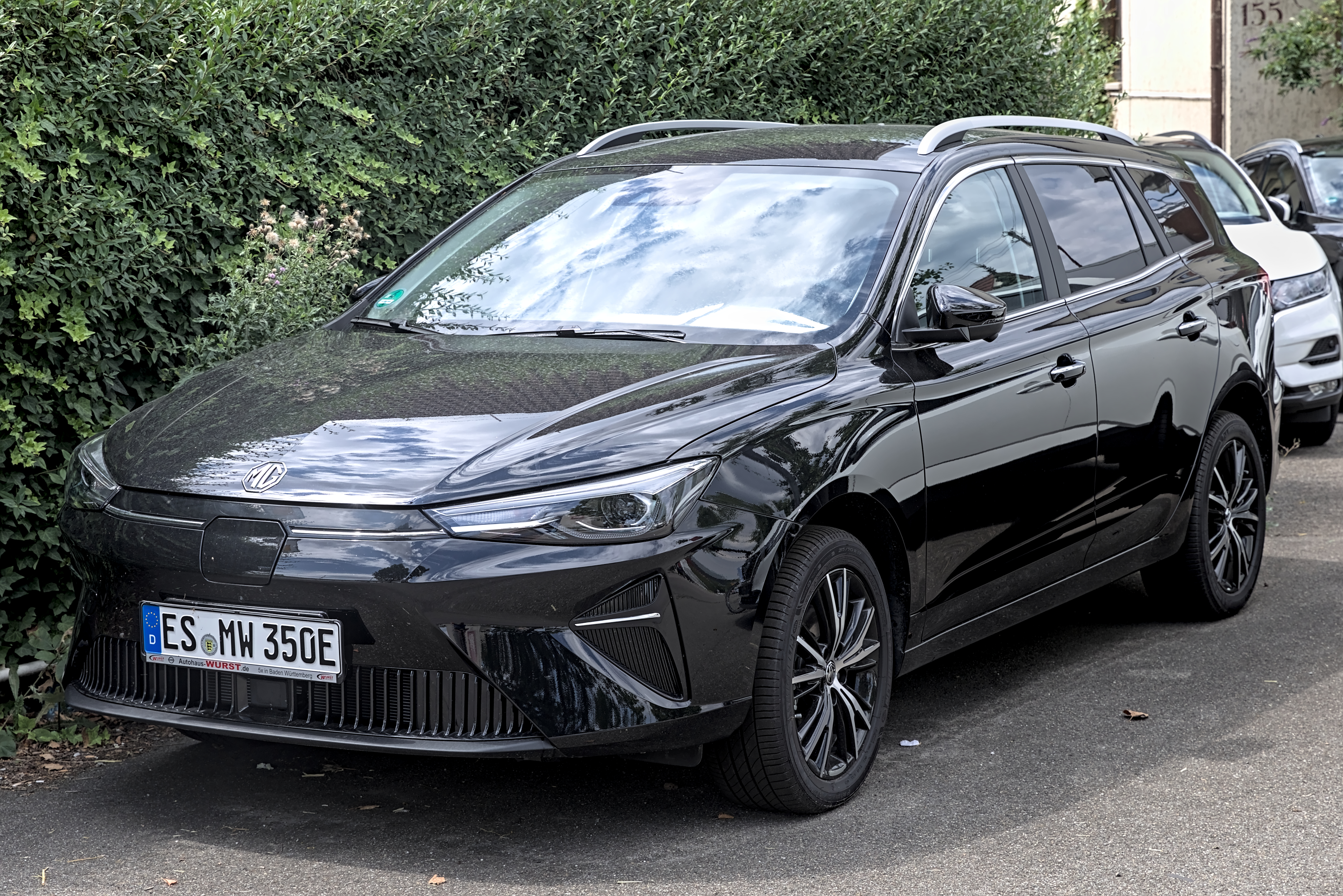
Elölnézetből
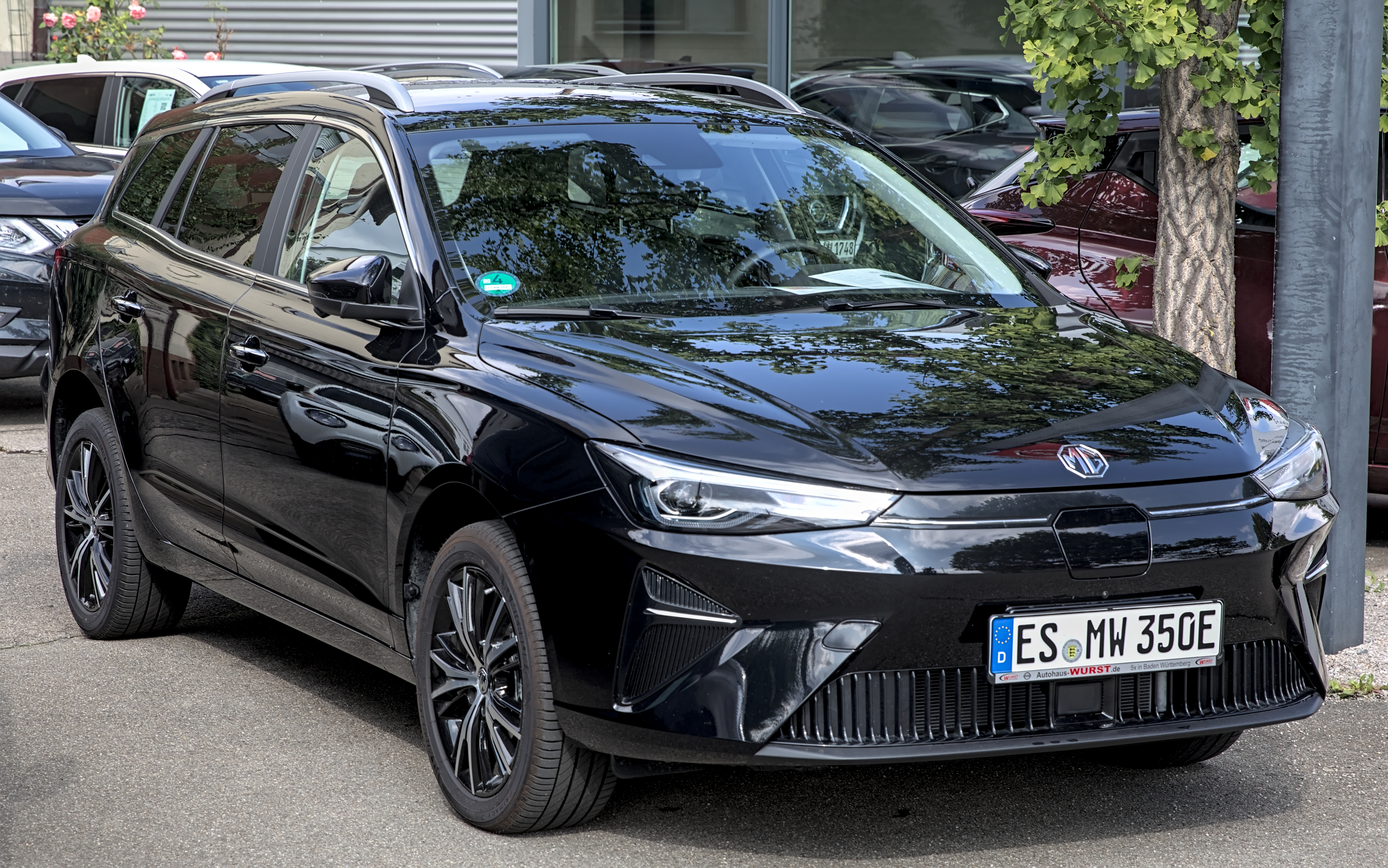
Elölnézetből
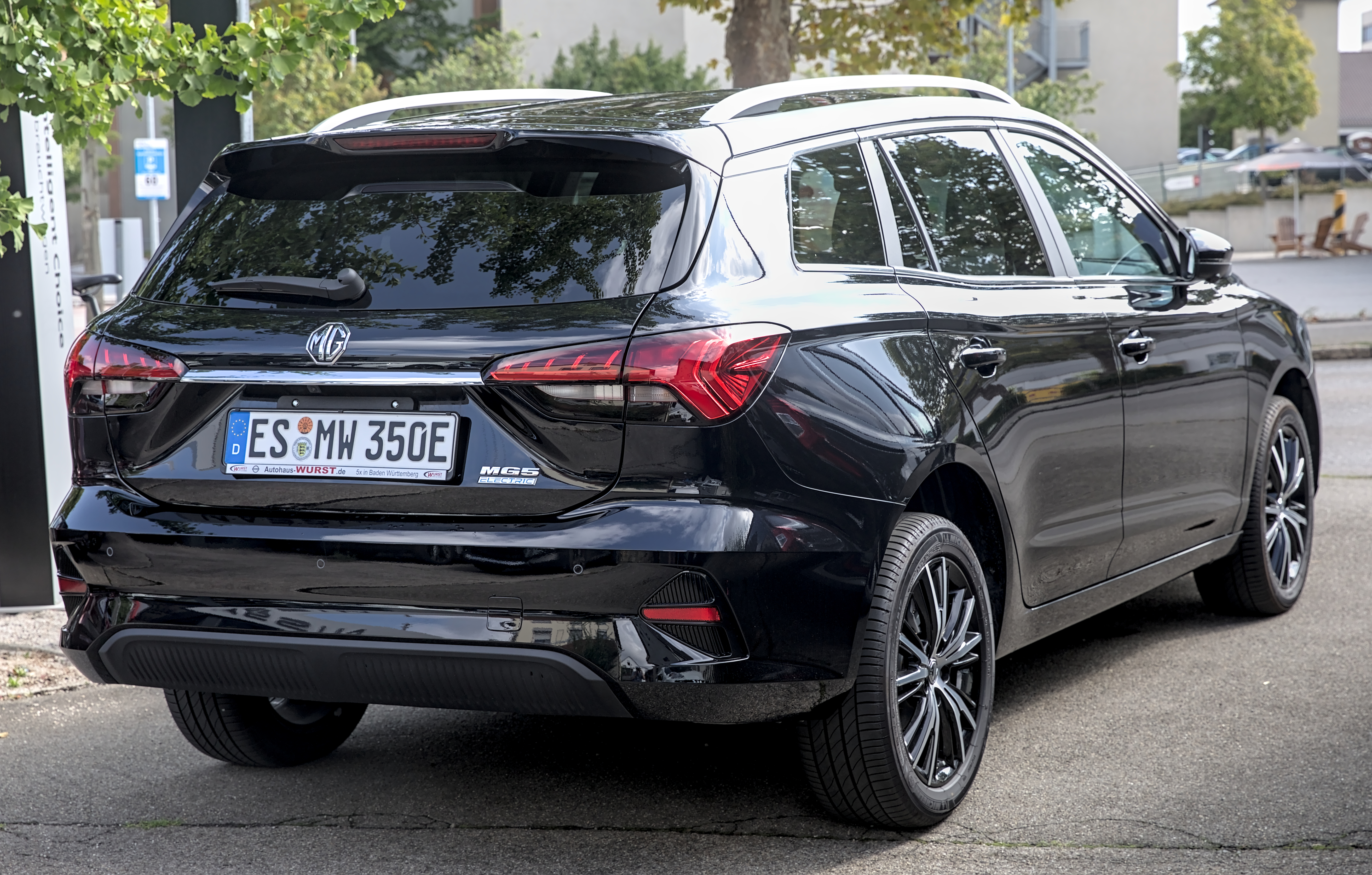
Hátulnézetből
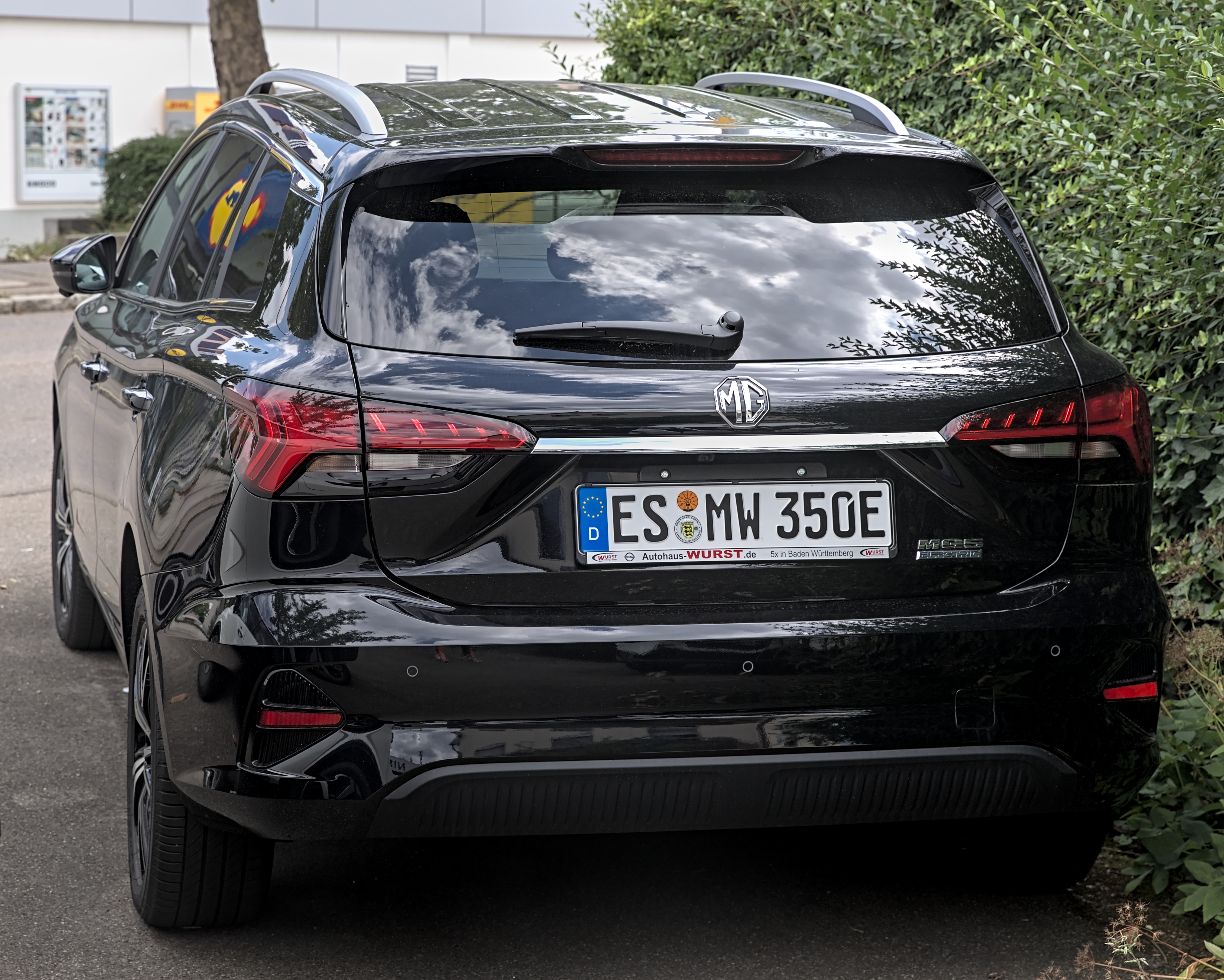
Hátulnézetből
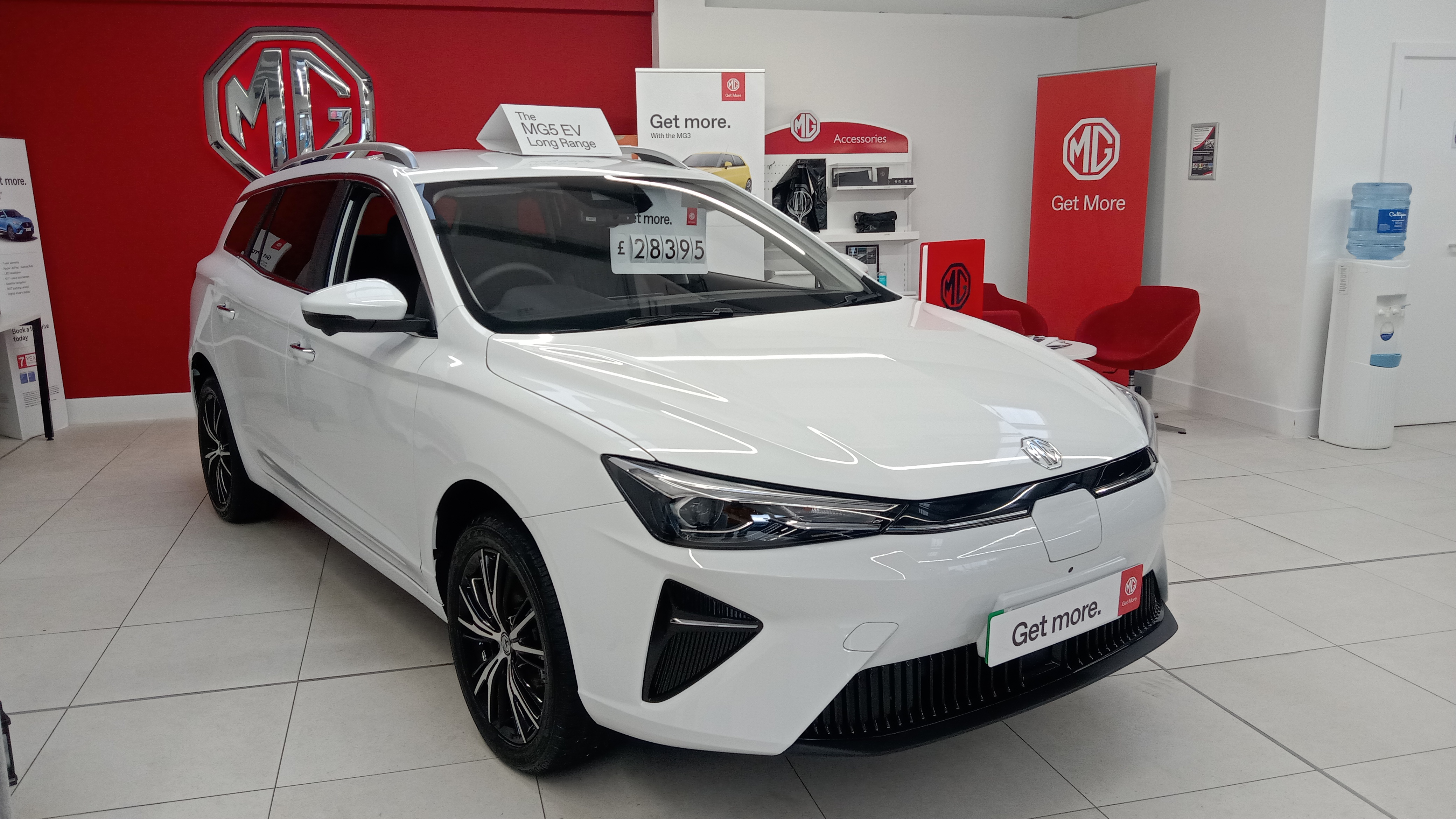
Elölnézetből
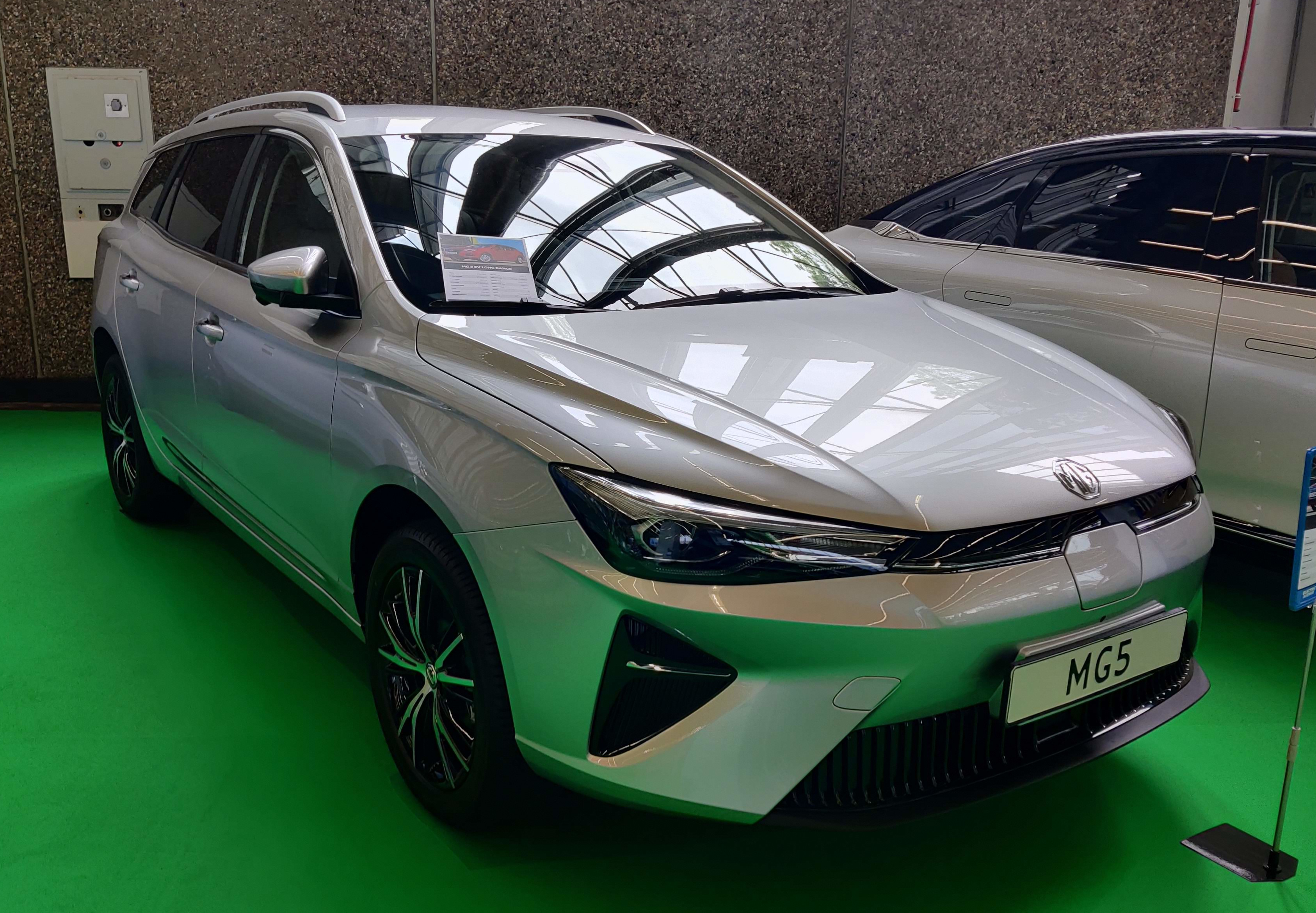
Elölnézetből
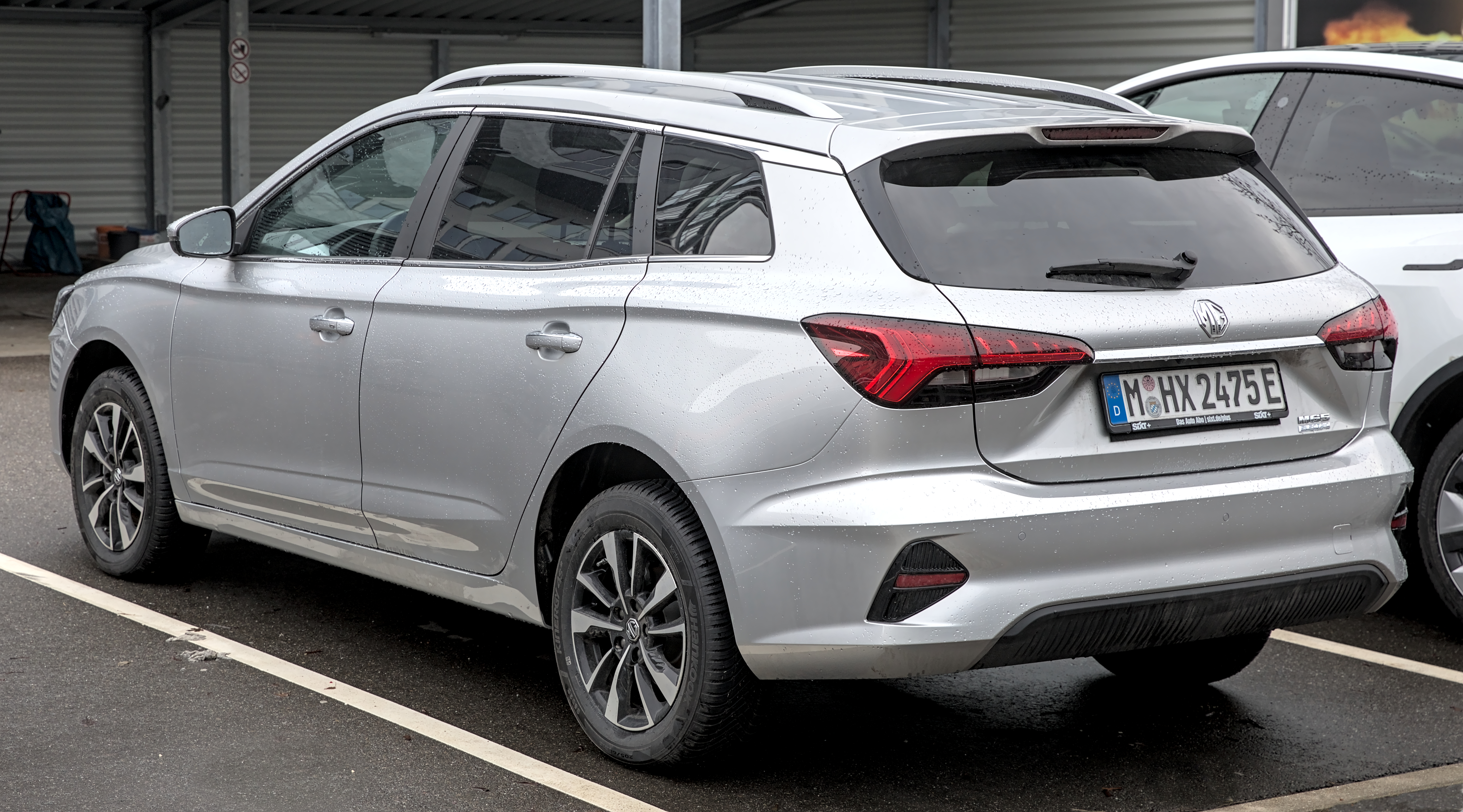
Hátulnézetből
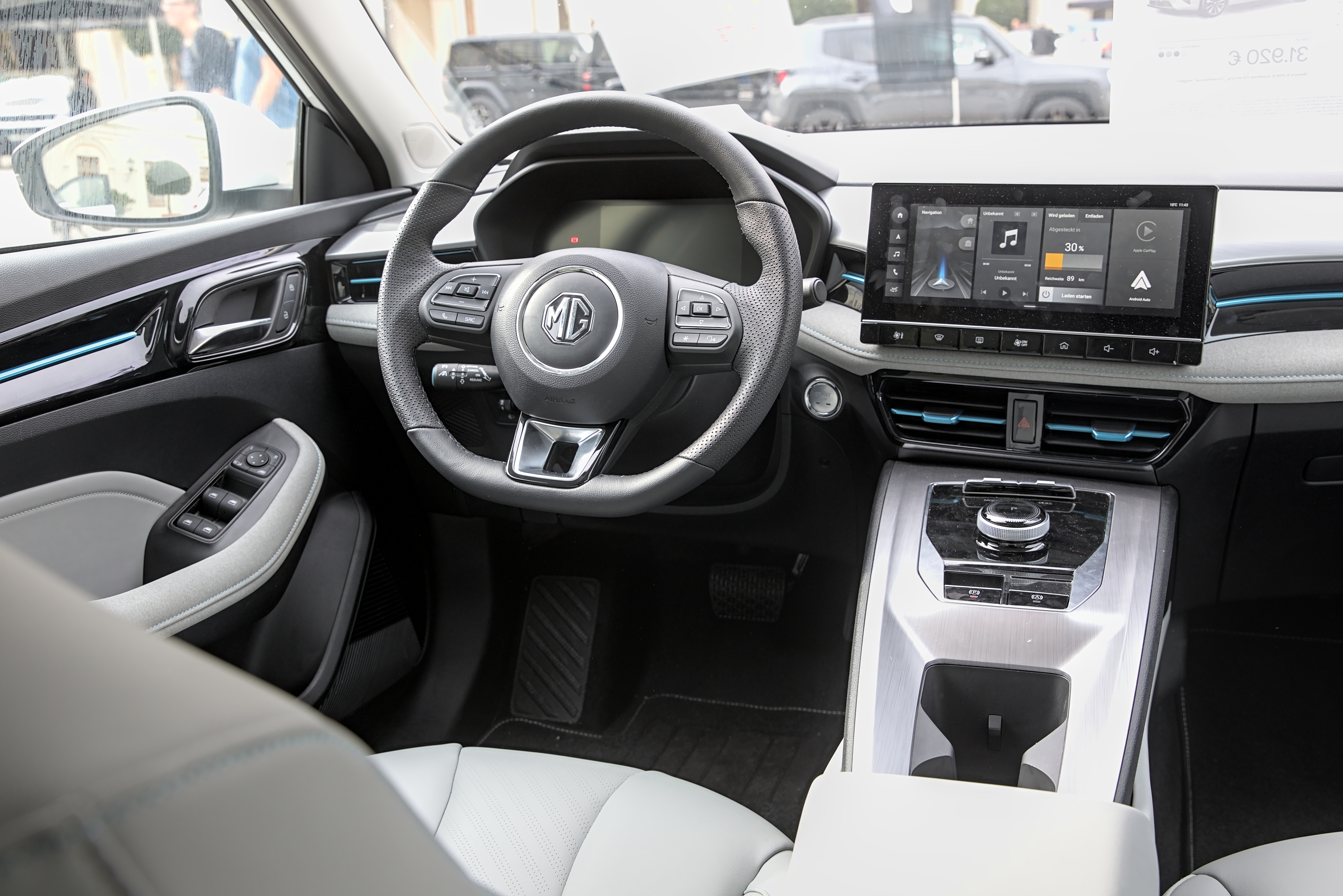
Az MG5 belső tere

## Fordítás
Ez a szócikk részben vagy egészben  a   MG5 című holland Wikipédia-szócikk ezen változatának fordításán alapul.  Az eredeti cikk szerkesztőit annak laptörténete sorolja fel. Ez a jelzés csupán a megfogalmazás eredetét és a szerzői jogokat jelzi, nem szolgál a cikkben szereplő információk forrásmegjelöléseként.